# イオン西新井店
イオン西新井店（イオンにしあらいてん）は、東京都足立区に位置し、イオンリテール株式会社が運営する商業施設である。

## 概要
1981年にニチイ西新井店として開業。東京都内の旧サティとしては唯一ニチイ時代から営業している店舗である。2011年にイオングループ内の事業再編に伴いイオン西新井店に店名変更した。

## 沿革
- 1981年4月26日 - ニチイ西新井店として開業。
- 1990年 - 改装･リニューアルにより西新井サティとなる[2]。
- 2011年3月1日 - 運営会社であったマイカルがイオンリテールと統合、イオン西新井店に名称変更した。

### フロア構成
| 階  | フロア概要                         |
| --- | ---------------------------------- |
| 4階 | イベント・カルチャー・集いのフロア |
| 3階 | 子供と住まい・暮らしのフロア       |
| 2階 | ビューティーとファションのフロア   |
| 1階 | 食品・美と健康のフロア             |

### 主なテナント
- コナミスポーツクラブ
- 珈琲館
- ダイソー
- ノジマ